# Claude Romano
Claude Romano (sinh 10/01/1967) ở Fontenay-aux-Roses, là một nhà triết học người Pháp.

## Tiểu sử
Tốt nghiệp đại học tại trường École Normale Supérieure, sau đó Claude Romano là giảng viên tại Đại học Paris-Sorbonne và là Ủy viên của Viện Tôn giáo tại Đại học Công giáo Úc. 
Ông dạy triết học tại Lycée Racine Paris 8.
Tác phẩm của ông tập trung vào hiện tượng học, siêu hình học, thông diễn học, và văn học (William Faulkner).
Ông là tác giả của luận án có tên "Sự biến và thế giới" (L'événement et le temps), chủ yếu dành riêng nghiên cứu về Heidegger, dưới sự hướng dẫn của Didier Franck.
Ông phân tích về con người từ quan niệm sự biến (événement) - một quan niệm khó hiểu thông qua phân tích hiện sinh của Heidegger ở trong Sein und Zeit, sau đó trở thành một thông diễn luận được dẫn xuất theo hướng sự biến. Con người được suy tư ở trong mối quan hệ của nó với sự biến: con người là "sự xuất hiện" (advenant). 
Claude Romano đã đạt giải Moron Grand Prix của Viện Hàn lâm Pháp vào năm 2010 nhờ vào tất cả các tác phẩm bàn về hiện tượng học của ông.

## Các tác phẩm chính
- Sự biến và thế giới (L'Événement et le Monde), Paris, PUF, « Épiméthée », 1998 (2e éd., 1999), 293 p., (luận án tiến sĩ dưới sự hướng dẫn của Didier Franck)
- Sự biến và thời gian (L'Événement et le Temps), Paris, PUF, « Épiméthée », 1999, 313 p.
- Có: luận về hiện tượng học (Il y a: essais de phénoménologie) Paris, PUF, « Épiméthée », 2003
- Giai điệu của cuộc đời: hiện tượng học của Faulkner (Le Chant de la vie: phénoménologie de Faulkner) Paris, Gallimard, 2004
- Hạch tâm của lý tính, hiện tượng học (Au cœur de la raison, la phénoménologie), Paris, Gallimard, « folio-essais », 2010
- Sự mở ra của thời gian: sơ luận cho một môn thông diễn luận sự biến (L’Aventure temporelle: trois essais pour introduire à l’herméneutique événementiale), Paris, PUF, « Quadrige », 2010
- Bàn về màu sắc (De la couleur: un cours), Chatou, Éditions de la Transparence, 2010
- Sự bất toàn của Hữu thể và Thời gian và các nghiên cứu khác về lịch sử hiện tượng học (L'inachevement d'Être et temps et autres études d'histoire de la phénoménologie), Argenteuil, Le Cercle Herméneutique, 2013.